# Droga do Bali
Droga do Bali (ang. Road to Bali) – amerykański film komediowy z 1952 roku w reżyserii Hala Walkera, z udziałem Binga Crosby’ego, Boba Hope’a i Dorothy Lamour.

## Obsada
- Bing Crosby jako George Cochran
- Bob Hope jako Harold Gridley

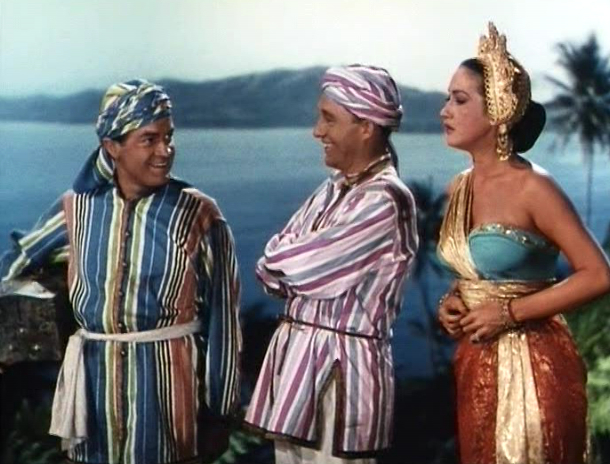
Bing Crosby, Bob Hope i Dorothy Lamour

- Dorothy Lamour jako księżniczka Lala
- Murvyn Vye jako Ken Arok
- Peter Coe jako Gung
- Ralph Moody jako Bhoma Da
- Leon Askin jako król Ramajana
- Carolyn Jones jako Eunice
- Michael Ansara jako strażnik